# 북내초등학교 운암분교
북내초등학교 운암분교는 대한민국 경기도 여주시에 있었던 공립 초등학교이다.

## 학교 연혁
- 1967년 3월 1일: 북내국민학교 운암분교 개교
- 1969년 3월 1일: 운암국민학교로 승격
- 1989년 3월 1일: 북내국민학교 운암분교로 개편
- 2025년 2월 28일: 폐교 및 북내초등학교 통폐합, 58년만에 폐교

## 참고 자료
- 북내초등학교운암분교장 - 한국교육학술정보원 학교알리미